# Oberemmeler Bach
Der Oberemmeler Bach ist ein rechter Zufluss der Saar mit
einer Länge von 8,1 km und einem Wassereinzugsgebiet von 18,3 km².
Die Gewässerkennziffer ist 264-98.
Der Bach entspringt als Ottersbach auf 433 m Höhe
auf der Gemarkung von Oberemmel und bildet dann die Grenze zur Gemarkung Pellingen.
Er wird danach als Langwiesebach bezeichnet, fließt durch den Konzer Stadtteil Oberemmel
und unterquert dort die
L 138.
Der Bach passiert die Schemelmühle und die Bauschertsmühle und wird nun Oberemmeler Bach genannt.
Er fließt dann durch Wiltingen, unterquert die Saarstrecke und die
L 137
und mündet auf 134 m vor dem Rauhof von rechts in die Saar.